# 班迪語
班迪語，是印度尼西亞北苏拉威西省的一種瀕臨滅絕的南島語言，也可能是一種菲律賓語言。它是班迪族的傳統語言，他們現在轉為使用美娜多馬來語（馬來語的當地變種）作為日常溝通的語言，儘管班迪語仍被用作民族認同的標誌。
班迪語被認為是男性的語言，由男性私下使用，而且用班迪語與女性交談被認為是不恰當的。因此，很少有30歲以下的女性能說班迪語。